# Schönfeld (Löbnitz)
Schönfeld oder Schönefeld ist eine Wüstung auf der Ortsflur der Gemeinde Löbnitz im Landkreis Nordsachsen im Freistaat Sachsen.

## Beschreibung
Der Ort lag westlich von Löbnitz unweit der alten Flurgrenze zu Döbern. Auf älteren Messtischblättern findet sich dort die Bezeichnung Schönefeld. Schönfeld hatte seit jeher eine enge Beziehung zu Löbnitz, dessen Grundherren nicht ohne Grund aus dem gleichnamigen Adelsgeschlecht von Schönfeldt stammten. In einem der ersten Lehnbriefe über Löbnitz, der 1466 für den Ritter Siegfried und dessen Bruder Jan von Schonfelt ausgestellt wurde, wird Schonfelt bereits als wüste Mark bei Döbern bezeichnet. Schönfeld blieb als Wüstung dem 1508 geteilten Dorf Döbern zugeordnet und wird in mehreren darauffolgenden Lehnbriefen namentlich erwähnt.